# 上海当代美術博物館
上海当代芸術博物館（シャンハイとうだいげいじゅつはくぶつかん、中: 上海当代艺术博物馆、英: Power Station of Art）は、中国の上海にある現代美術の美術館。この建物は、以前は発電所であり、中国で初となる公営の現代美術の美術館である。改装費用は6,400万ドルで、上海市が負担した。
この美術館は2010年の上海万博の跡地（黄浦江の西岸）にあり、2012年に開館した。
2015年時点で、龔彦が館長を務めている。